# Witkraagelzenmineermot
De witkraagelzenmineermot (Stigmella glutinosae) is een vlinder uit de familie dwergmineermotten (Nepticulidae). De wetenschappelijke naam werd gepubliceerd in 1858 door Stainton.

## Kenmerken
De spanwijdte is 4,4–5,2 mm. De kop is okergeel of oranje, de kraag geel-witachtig. De voorvleugels zijn bruin, en hebben soms met een paarse tint,  met een smalle witachtige band voorbij het midden; het apicale gebied daarachter is donker purperbruin. De achtervleugels zijn lichtgrijs. 

## Levenswijze
Er zijn twee generaties per jaar. De larven voeden zich met zwarte els (Alnus glutinosa), hartbladige els (Alnus cordata), witte els (Alnus incana), Kaukasische els (Alnus subcordata) en groene els (Alnus viridis). Ze mineren de bladeren van hun waardplant.

## Verspreiding
De soort komt voor in Europa.